# تاكوتيا

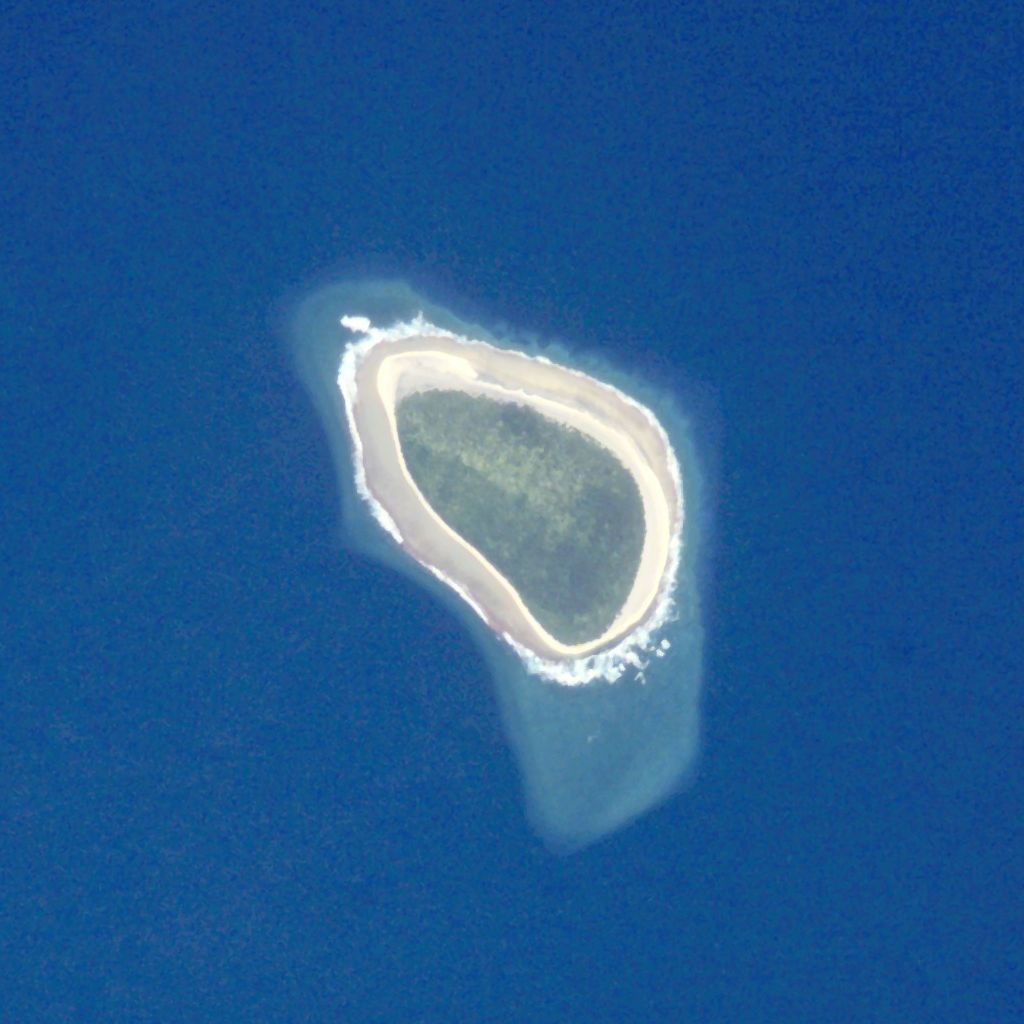
صورة ناسا لجزيرة تاكوتيا

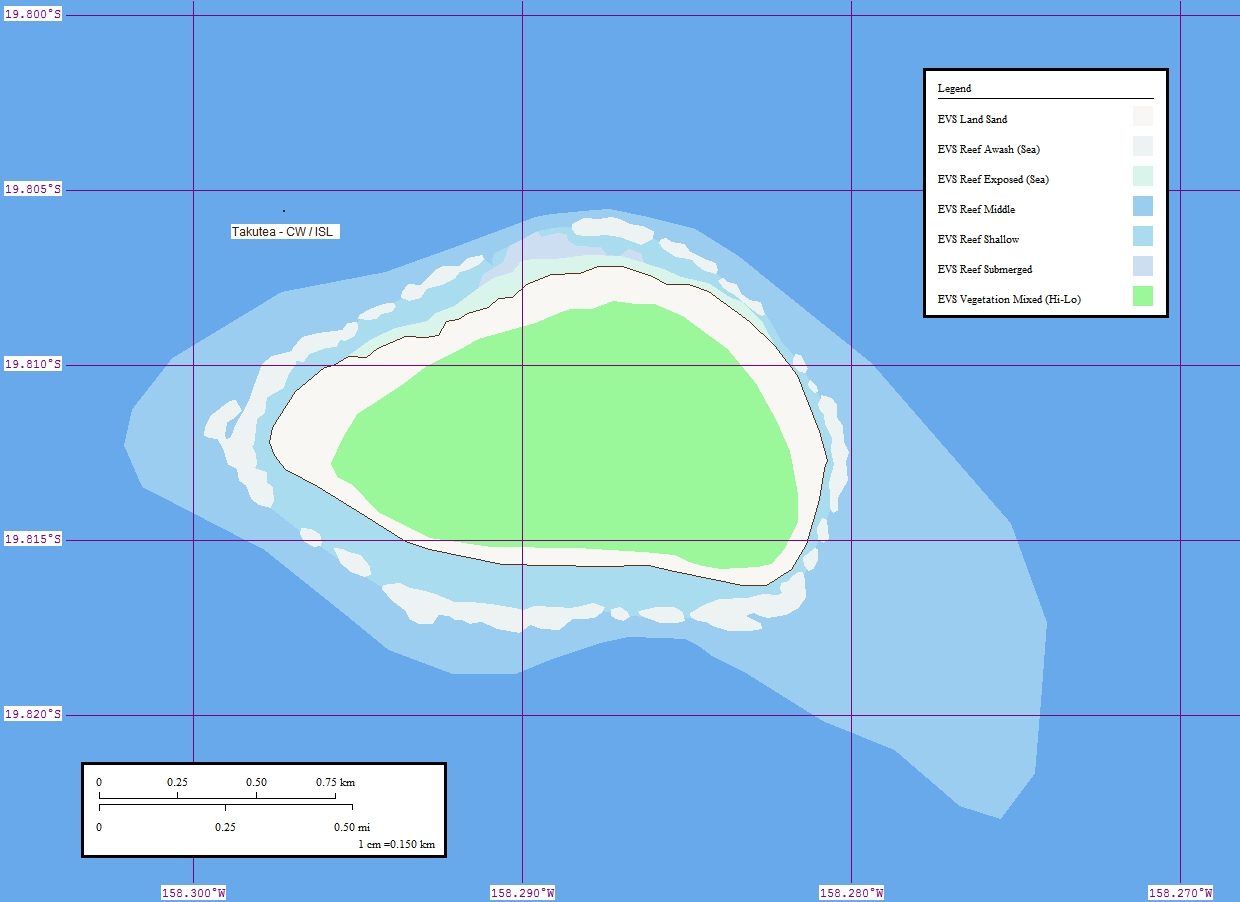
خريطة تاكوتيا

تاكوتيا Takutea هي جزيرة صغيرة غير مأهولة في جزر كوك، 21 كيلومتر (13 ميل) شمال غرب أتيو، تعتبر الجزيرة جزء من جزيرة أتيو، أقرب جزيرة لها. إنها مملوكة بالتساوي لجميع سكان جزيرة أتيو وليست مخصصة لقرية أو منطقة معينة.

## الجغرافيا
تاكوتيا هي جزيرة بيضاوية الشكل يبلغ طولها حوالي 1 ميل (2 كيلومتر) وعرضها 3/4 ميل. تتكون بالكامل من الرمال، ويبلغ أقصى ارتفاع لها عن سطح البحر 20 قدم (6 متر). الجزيرة محاطة بشعاب مرجانية ضيقة.

## تاريخها
تاكوتيا لم تكن مأهولة بشكل دائم. كان يُطلق عليها في الأصل اسم أرونا، ولكن تم تغيير اسمها إلى تاكا-كو-تي ("كو الأبيض الخاص بي") بواسطة المستكشف ماريري بعد أن اصطاد سمكة كو بيضاء (السمك السنجابي) هناك. كانت الجزيرة تُعرف أيضًا باسم Enua-iti ("الجزيرة الصغيرة").
تمت زيارتها من قبل سكان أتيو، الذين جمعوا الطيور البحرية وجوز الهند هناك واعتبروها أرض قبلية. عندما شاهد الكابتن جيمس كوك الجزيرة في 4 أبريل 1777، وذهب بعض أفراد الطاقم إلى الشاطئ، وجدوا بعض الأكواخ، ولكن لم يكن هناك دليل على وجود مستوطنة دائمة. أعلن القائد نيكولز من سفينة HMS "Cormorant" أن الجزيرة تحت الحماية البريطانية في يونيو 1889.
عام 1902 تم إهداؤها إلى الملك إدوارد السابع من قبل نغامارو رونجوتيني أريكي،  ولكن تم إلغاء هذا في عام 1938 حيث لم يكن لرونجوتيني الحق في التخلي عنها.
عام 1905 تمت تطهير 60% من الجزيرة وزراعتها بأشجار جوز الهند لإنتاج لب جوز الهند، وتمت صيانة المزرعة من خلال عمال زائرين من أتيو. عام 1950، عينت محكمة الأراضي في جزر كوك ثلاثة أريكي وأربعة ماتايابو كأوصياء، لتوليها نيابة عن شعب أتيو.
انخفضت الزيارات إلى الجزيرة بعد عام 1963، عندما تم إقرار قوانين تحد من الرحلات بين الجزر على متن الحرف التقليدية. تمت إدارة تاكوتيا منذ ذلك الحين باعتبارها ملاذًا للحياة البرية. :1

## الاعلام
في عام 2004 تم تصوير حلقة تلفزيونية من مسلسل Survivorman (Les Stroud) فيها.[بحاجة لمصدر]

## التنوع الحيوي

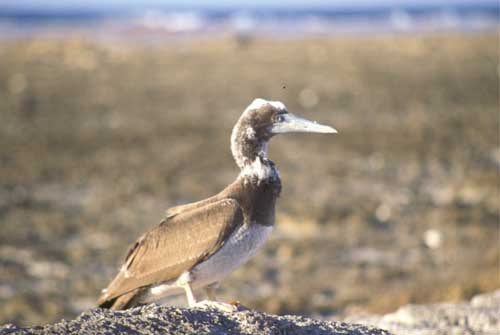
حدث مغفل بني اللون أكبر سنًا في جزيرة تاكوتيا

### النباتية
تم تعديل الغطاء النباتي في تاكوتيا بشكل كبير لإنتاج جوز الهند في أوائل القرن العشرين، وقد تُرك منذ ذلك الحين للتعافي. يحيط شريط من النباتات الساحلية بمجموعة من الأشجار المحلية والغابات الأصلية والغابات الأصلية المختلطة وغابات جوز الهند.:25 يهيمن على الغطاء النباتي الساحلي Scaevola sericea ويتخلله Heliotropium arboreum و  Pandanus tectorius.:12 يهيمن على الغابة الداخلية Pisonia grandis، Guettarda speciosa، و جوز الهند، مع طبقة سفلية من Tacca leontopetaloides و سرخس عش الغراب.:12 مساحة صغيرة من تمت زراعتها Pacific Ironwood في الشمال الغربي من الجزيرة في الستينيات كمصدات للرياح.:2

### الحيوانات
تعد تاكوتيا موقع مهم لتكاثر الطيور البحرية،:1 وهو موطن للطيور الاستوائية ذات الذيل الأحمر والأطيش ذات الأقدام الحمراء. تشمل أنواع التعشيش الأخرى طائر الفرقاطة الكبير، الطائر المفخخ البني، عقدة بنية، طائر عقدة سوداء وخرشنة بيضاء.:13 تعد الجزيرة أيضًا موطن لسرطان جوز الهندs.:11
نظرًا لأهميتها كمنطقة تكاثر للطيور البحرية، يديرها أمناء تاكوتيا باعتبارها ملاذًا للحياة البرية، وقد حظروا قتل الطيور أو إزالة ريش ذيل الطيور الاستوائية الحمراء.:9 لا يجوز إزالة أي نوع من الجزيرة أو بحيرتها دون موافقة الأمناء.:9 كما تم تصنيف الجزيرة والمياه المحيطة بها كمنطقة منطقة طيور مهمة (IBA) بواسطة جمعية الطيور العالمية.

## أنظر أيضا
- جزيرة الصحراء
- قائمة الجزر

## روابط خارجية
- جزيرة أتيو: نبذة عن تاكوتيا
- تاكوتيا: صور ومعلومات نسخة محفوظة 11 يناير 2012 على موقع واي باك مشين.